# Silene aegyptiaca
Silene aegyptiaca là loài thực vật có hoa thuộc họ Cẩm chướng. Loài này được (L.) L. f. miêu tả khoa học đầu tiên.